# ㅔ
ㅔ是朝鲜语谚文中的一个元音字母。该字母的名称为“에”。
ㅔ在今日的标准韩国语中读作半闭前不圆唇元音/e/。
ㅔ在馬-賴轉寫和文观部式中均被转写为e。
ㅔ在朝鲜语盲文中，被表记为。其摩尔斯电码为“－・－－”。
ㅔ由ㅓ和ㅣ组成，据此可以推测其在中古朝鲜语中读作双元音/əɪ/。此后，在18世纪末，读音演化成单元音。

## 字符编码
| 種類               | 用途 | Unicode | HTML     |
| ------------------ | ---- | ------- | -------- |
| 諺文相容字母       | ㅔ   | U+3154  | &#12628; |
| 諺文字母應用       |      | U+1166  | &#4454;  |
| 漢陽私人使用區應用 |      | U+F815  | &#63509; |
| 半形字母           | ￇ    | U+FFC7  | &#65479; |